# Flor Delgadillo Ruiz
Flor Marina Delgadillo Ruiz (nascida em 18 de outubro de 1973) é uma ex-ciclista colombiana. Competiu representando a Colômbia no ciclismo nos Jogos Olímpicos de Verão de 2000.
Foi campeã nacional de estrada em 2000.